# 강보라 (배우)
강보라(1978년 4월 3일 ~ )은 대한민국의 배우이다. 2001년 MBC 30기 공채 탤런트로 데뷔하였다.

## 학력
- 한국예술종합학교 연극영화학과 학사

## 연기 활동

### 드라마
- 2001년 MBC 금요드라마 《우리집》
- 2002년 MBC 농촌드라마 《전원일기》
- 2002년 MBC 월요시트콤 《연인들》
- 2002년 MBC 수목드라마 《그 햇살이 나에게》
- 2002년 MBC 아침드라마 《내 이름은 공주》
- 2002년 MBC 일요아침드라마 《사랑을 예약하세요》
- 2002년 MBC 단막극 《MBC 베스트극장 - 4월 이야기》
- 2002년 MBC 주말연속극 《그대를 알고부터》
- 2002년 MBC 수목드라마 《로망스》
- 2002년 MBC 아침드라마 《황금마차》
- 2002년 MBC 단막극 《MBC 베스트극장 - 고무신 거꾸로 신은 이유에 대한 상상》
- 2002년 MBC 단막극 《MBC 베스트극장 - 짝사랑》
- 2002년 MBC 월화드라마 《고백》
- 2002년 MBC 월화드라마 《내 사랑 팥쥐》
- 2002년 MBC 단막극 《MBC 베스트극장 - 날아라 내 딸아》
- 2002년 MBC 단막극 《MBC 베스트극장 - 잃어버린 우산》
- 2002년 MBC 주말드라마 《맹가네 전성시대》
- 2003년 MBC 일요아침드라마 《기쁜 소식》
- 2003년 MBC 단막극 《MBC 베스트극장 - 그후로도 오랫동안》
- 2003년 MBC 월화드라마 《러브레터》
- 2003년 MBC 주말드라마 《죽도록 사랑해》
- 2003년 MBC 수목드라마 《남자의 향기》
- 2003년 MBC 주말연속극 《회전목마》
- 2003년 MBC 일일연속극 《귀여운 여인》
- 2004년 MBC 일요아침드라마 《물꽃마을 사람들》
- 2004년 MBC 주말연속극 《장미의 전쟁》
- 2004년 MBC 월화특별기획드라마 《영웅시대》
- 2004년 MBC 수목드라마 《아일랜드》
- 2005년 MBC 월화드라마 《원더풀 라이프》
- 2006년 MBC 아침드라마 《이제 사랑은 끝났다》
- 2008년 MBC 아침드라마 《하얀 거짓말》 … 서보영의 친구 역

## 방송
- 2002년 MBC 《신비한TV 서프라이즈》